# Arkarua
Arkarua adami
Genre
Espèce
Arkarua est un genre d'organismes marins fossiles de la fin du Précambrien, ayant vécu au cours de la période de l'Édiacarien il y a environ entre −635 et −541 Ma (millions d'années). Lors de sa découverte en 1987, il a été considéré comme un ancêtre possible des échinodermes. Ce genre n'inclut qu'une seule espèce, Arkarua adami.

## Description et caractéristiques
Les fossiles d'Arkarua se présentent sous la forme de petits dômes tronqués mesurant de 3 à 10 mm et parcourus d'arêtes radiales, avec au sommet une dépression marquée par cinq creux radiaux ressemblant à des aires ambulacraires, ce qui est généralement une caractéristique propre aux échinodermes (étoiles de mer, oursins…). Cela en ferait le plus ancien groupe connu de cet embranchement (ressemblant en partie aux édrioastéroïdes). Cependant, nulle trace de stéréome (endosquelette calcaire) ni de système aquifère (système circulatoire) n'a été trouvée, qui sont aussi des caractéristiques essentielles des échinodermes. La comparaison avec des échinodermes archaïques certains (Homalozoa, Helicoplacoidea) possédant un tel système vasculaire mais pas encore de symétrie pentaradiale (qui serait alors apparue secondairement) pourrait également remettre en question cette classification.
Selon certains, Arkarua pourrait être plus proche d'autres animaux radiaires du Précambrien comme ceux du genre Tribrachidium (mais ces derniers sont eux aussi parfois assimilés aux échinodermes).

## Étymologie
Le nom « Arkarua » désigne un serpent géant de la mythologie des aborigènes vivant autour du site où ont été trouvés les fossiles.

## Registre fossile
Ces fossiles n'ont pour l'instant été trouvés que dans les strates édiacariennes de la chaîne de Flinders, dans le Sud de l'Australie, datant d'approximativement -560 millions d'années. Ces fossiles étaient accompagnés d'autres animaux classiques de la faune de l'Édiacarien comme Dickinsonia, Tribrachidium ou Cyclomedusa. On n'en connaît pour l'instant que des empreintes : la structure interne est donc encore inconnue des scientifiques. On estime qu'ils ont vécu environ 94 millions d'années, de -635 à -541 millions d'années, et qu'ils étaient probablement des suspensivores sessiles.